# Célia Jodar
Célia Nawal Jodar (née le 20 avril 1988 à Fontainebleau) est une kayakiste marocaine. Elle a aussi la nationalité française.

## Carrière
Célia Jodar remporte la médaille d'argent de K1 lors des Championnats d'Afrique de slalom 2015 à Sagana, et la médaille de bronze de K1 lors des Championnats d'Afrique de descente 2015.